# Кінг Олівер
Джо «Кінг» О́лівер (англ. Joe «King» Oliver; 11 травня 1885, Луїзіана — 8 квітня 1938, Саванна, Джорджія) — корнетист, один з основоположників нью-орлеанського негритянського традиційного джазу.
Місце народження Кінга Олівера в штаті Луїзіана невідоме, оскільки в Новий Орлеан він прибув в ранньому дитинстві. Почав грати на тромбоні, але згодом перейшов на корнет, граючи в юнацькі роки в Вальтер Бенд (Walter Kinchin's Band) та в Мелрос Бенд (Melrose Band).
Впродовж 1908—1917 років організовував в Новому Орлеані вуличні паради, зокрема такі оркестри, як The Olympia, The Magnolia, The Eagle, The Original Superior та інші.
З 1912 року працював в Абаді Бразерс Кабарет (Adabie Brother's Cabaret) разом з тромбоністом Кідом Орі (Kid Ory). Заснував власний джаз-бенд в 1917 році, a в березні 1919 року вирушив до Чикаго, де об'єднався з кларнетистом Лоренсом (Lawrence) з Duhe's Band. Пізніше сам став лідером Dahe's Band і грав в Deluxe Cafe, Pecin Cabaret і Dreamland з 1920 по травень 1921 року.
Починаючи з 1921 року керував джаз-бендом в Сан-Франциско, а пізніше оркестром в Leak's Lake в Окленді.
Повернувся до Чикаго, де заснував власний Креол Джаз Бенд (Creole Jazz Band) в Лінкольні Гарденс (Linkoln Gardens), з яким зробив дебютний запис на грамофонну платівку у квітні 1923 року.
В 1924 році зробив соло-візит в Нью-Йорк і повернувся у Чикаго в Лінкольн Гарден. Здружився з Дейвом Пейтоном (Dave Peyton) і разом утворили власний «Діксі Синкопаторс» (Dixie Syncopators) в Plantation Cafe, де виступали з лютого 1925 року до весни 1927 року. Потім ще грав в Мілвокі, Детройті і Сент Луісі перед виступами в Savoy Ballroom в Нью-Йорку в 1927 році.
Як наставник Армстронга в Новому Орлеані, Олівер навчав молодого Луїса і дав йому роботу в групі Кіда Орі, коли той поїхав до Чикаго. Кілька років потому Олівер викликав його до Чикаго, щоб грати зі своєю групою. Луї запам'ятав Олівера як «Папа Джо» і вважав його своїм кумиром і натхненником. У своїй автобіографії Satchmo: My Life in New Orleans Армстронг написав: «Моїм амбіцією було грати так, як він. Я все ще думаю, що якби не Джо Олівер, джаз не був би тим, чим є сьогодні. Він був творець у власному праві».

Гурт Олівера‎

Восени 1927 року організував власний оркестр для студійних записів на студії Clarence Williams в 1928 р., а з 1930 р. реформував джаз-бенд для поїздок в концертне турне.
Залишив Нью-Йорк і жив впродовж деякого часу в Нешвіллі, штат Теннессі.
Сформував в 1931 році новий оркестр, в якому грав впродовж до 1937 року. Переїхав в Саванну, штат Джорджія, де і помер в 1938 році.
Похований у Нью-Йорку.
Створив багато джазових композицій, включаючи «Dr.Jazz», «Dipper Mouth Blues», «Canal Street Blues».